# Sokehs

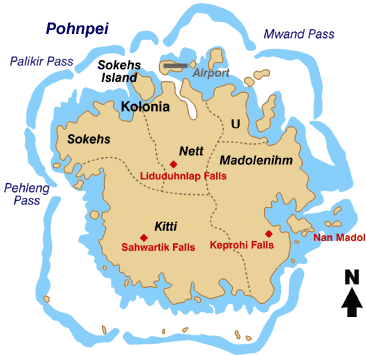
Landkaart van Pohnpei met de verschillende gemeenten. Madolenihmw ligt in het oosten.

Sokehs is een van de gemeenten van de staat Pohnpei in Micronesia. Sokehs grenst in het oosten aan Nett en Kolonia en in het zuiden aan Kitti. Voor de kust van Sokehs ligt het gelijknamige eiland.
De nationale hoofdstad Palikir ligt in deze gemeente.
Kapingamarangi · Kitti · Kolonia · Madolenihmw · Mokil · Nett · Ngatik · Nukuoro · Oroluk · Pingelap · Sokehs · U · Sapwalap